# Torneio Integração da Amazônia
El Torneio Integração da Amazonia (en español: Torneo de Integración de Amazonia) fue una de las antiguas competiciones regionales de fútbol disputadas en Brasil. Era disputada por participantes de los estados de Acre, Amapá, Rondônia y Roraima.

## Palmarés
| Año  | Campeón               | Subcampeón     | Tercer lugar   | Cuarto lugar     |
| ---- | --------------------- | -------------- | -------------- | ---------------- |
| 1975 | Macapá                | Ferroviário-RO | Juventus       | Baré             |
| 1976 | Rio Branco-AC         | Baré           |                |                  |
| 1977 | Moto Clube-RO         | Rio Branco-AC  | Ypiranga       | Baré             |
| 1978 | Moto Clube-RO         | Rio Branco-AC  | Ferroviário-RO | Guarany-AP       |
| 1979 | Rio Branco-AC         | Moto Clube-RO  |                |                  |
| 1980 | Ferroviário-RO        | Trem           | Amapá          | Atlético Roraima |
| 1981 | Juventus              | Ríver          | Baré           | Independente     |
| 1982 | Juventus              |                |                |                  |
| 1983 | Baré                  | Independência  | Flamengo-RO    | Macapá Ypiranga  |
| 1984 | Rio Branco-AC         | Baré           | Independente   | Flamengo-RO      |
| 1985 | Baré Trem1            | Ypiranga       | Independência  |                  |
| 1986 | Trem                  | Rio Branco-AC  | Santana        | Flamengo-RO      |
| 1987 | Trem                  |                |                |                  |
| 1988 | Trem                  |                |                |                  |
| 1989 | Trem o Ferroviário-RO |                |                |                  |
| 1990 | Trem                  |                |                |                  |
| 2003 | CFA                   | Trem           | Baré           | Rio Branco-AC    |

1. Compartieron el título.
2. Hay dudas sobre el campeón si fue el Trem o Ferroviário-RO.

## Títulos por equipo
| Equipo      | Títulos | Años Títulos                   |
| ----------- | ------- | ------------------------------ |
| Trem        | 5       | (1985, 1986, 1987, 1988, 1990) |
| Rio Branco  | 3       | (1976, 1979, 1984)             |
| Baré        | 2       | (1983, 1985)                   |
| Juventus    | 2       | (1981, 1982)                   |
| Moto Clube  | 2       | (1977, 1978)                   |
| Macapá      | 1       | (1975)                         |
| Ferroviário | 1       | (1980)                         |
| CFA         | 1       | (2003)                         |

## Títulos por estado
| Estado   | Títulos |
| -------- | ------- |
| Amapá    | 6       |
| Acre     | 5       |
| Rondonia | 4       |
| Roraima  | 2       |